# 프리키 프라이데이 (2003년 영화)
《프리키 프라이데이》(영어: Freaky Friday)는 2003년 개봉한 미국의 판타지 코미디 영화이다. 메리 로저스가 1972년에 펴낸 동명 아동 소설이 원작이며, 조디 포스터와 바버라 해리스가 주인공 모녀로 나온 《프리키 프라이데이》(1976)의 리메이크작이기도 하다. 제이미 리 커티스와 린지 로언이 하루 아침에 몸이 뒤바뀐 모녀를 연기하였고, 그 외에 마크 하먼, 해럴드 굴드, 채드 마이클 머리 등이 출연하였다.
주연 제이미 리 커티스와 린지 로언은 물론 대다수 조연들이 그대로 재등장하는 속편 《프리키 프라이데이 2》가 2025년 개봉을 목표로 제작 중이다.

## 줄거리
3년 전 남편과 사별한 정신과의 테스는 라이언과 약혼한 상태이다. 음악가 지망생인 10대 딸 애나는 록 밴드에서 리드 기타를 맡고 있다. 모녀는 사사건건 부딪히며 매일같이 서로에게 화를 낸다.
애나는 다음 날로 잡혀있는 테스와 라이언의 "결혼식 전날 만찬"(wedding rehearsal)과 새 오디션 일정이 완전히 겹쳐버리자 만찬 대신 오디션에 가게 해달라고 빌지만 테스는 이를 허락하지 않는다. 중국집에서 이 문제로 모녀가 말싸움을 벌이는 모습을 본 식당 주인은 포춘 쿠키를 주고, 두 사람은 동시에 큰소리로 운세를 읊는다.
다음 날 아침 애나와 테스는 서로의 몸이 뒤바뀌었다는 걸 알게 된다. 애나의 몸을 한 테스는 그대로 등교하여 애나가 그간 괜한 변명을 늘어놓았던 것이 아니라 진실만을 말해왔다는 걸 알게 된다. 옛 절친 스테이시는 실제로 애나를 집요하게 괴롭히고 있었으며, 영어 교사 엘턴 베이츠는 몇십 년 전 테스가 프롬 데이트 신청을 거절한 것에 원한을 품고 의도적으로 딸인 애나의 성적을 낮게 매기는 중이었다. 한편 애나는 테스의 환자들을 상대하며 어려움을 겪고 결혼식 준비로 골머리를 앓는다.
모녀가 함께 다시 중국집을 찾자 운세에 적혀있던대로 두 사람이 서로에게 이타적 사랑을 보일 때 다시 원상태로 복귀될 거란 얘기를 듣는데...

## 출연
- 제이미 리 커티스 - 테스 콜먼 역
- 린지 로언 - 애나 콜먼 역 출연
- 마크 하먼 - 라이언 역
- 해럴드 굴드 - 할아버지 앨런 역
- 채드 마이클 머리 - 제이크 역
- 스티븐 토볼라우스키 - 엘턴 베이츠 씨 역
- 크리스티나 비달 - 매디 역
- 라이언 맬거리니 - 해리 콜먼 역
- 헤일리 허드슨 - 페그 역
- 로절린드 차오 - 페이페이 역
- 윌리 가슨 - 에번 역
- 디나 스파이비 - 도티 로버트슨 역
- 줄리 곤잘로 - 스테이시 힝크하우스 역
- 케이든 보이드 - 해리의 친구 역

## 기타 제작진
- 공동 제작:앤 마리 샌덜린